# Moray, Peru
Moray är en plats från Inkatiden för agrikulturella studier, belägen i Urubambadalen nära Cusco, Peru.
Vid första anblicken förefaller det vara en amfiteater, bestående av olika terrasserade cirklar, belägna på 3500 meters höjd över havet. Men Moray var ett centrum för Inkarikets studier i växtodling, där man bedrev experiment med odlingar på olika höjd.
Placeringen av terrasserna skapar en serie mikroklimat med en temperatur som är högst i mitten och sedan gradvis avtar ju längre ut terrassen är belägen. På så sätt kunde man simulera upp till 20 olika mikroklimat. Man tror att Moray har kunnat tjäna som modell för beräkningar av jordbruksproduktionen inte bara i Urubambadalen utan också i olika delar av Tahuantinsuyo.
Terrasserna består av stödmurar, bördig jord och ett komplext system för bevattning av terrasserna, vilket tillät att man kunde odla mer än 250 olika grödor.
Moray ligger 7 kilometer från Maras, i Urubambadalen.

## Etymologi
Ordet Moray hade något att göra med skörden av majs som kallades "Aymoray", eller med månaden maj, som också kallades "Aymoray", och också med torkad potatis som kallades "Moraya" eller "Moray".

## Historia

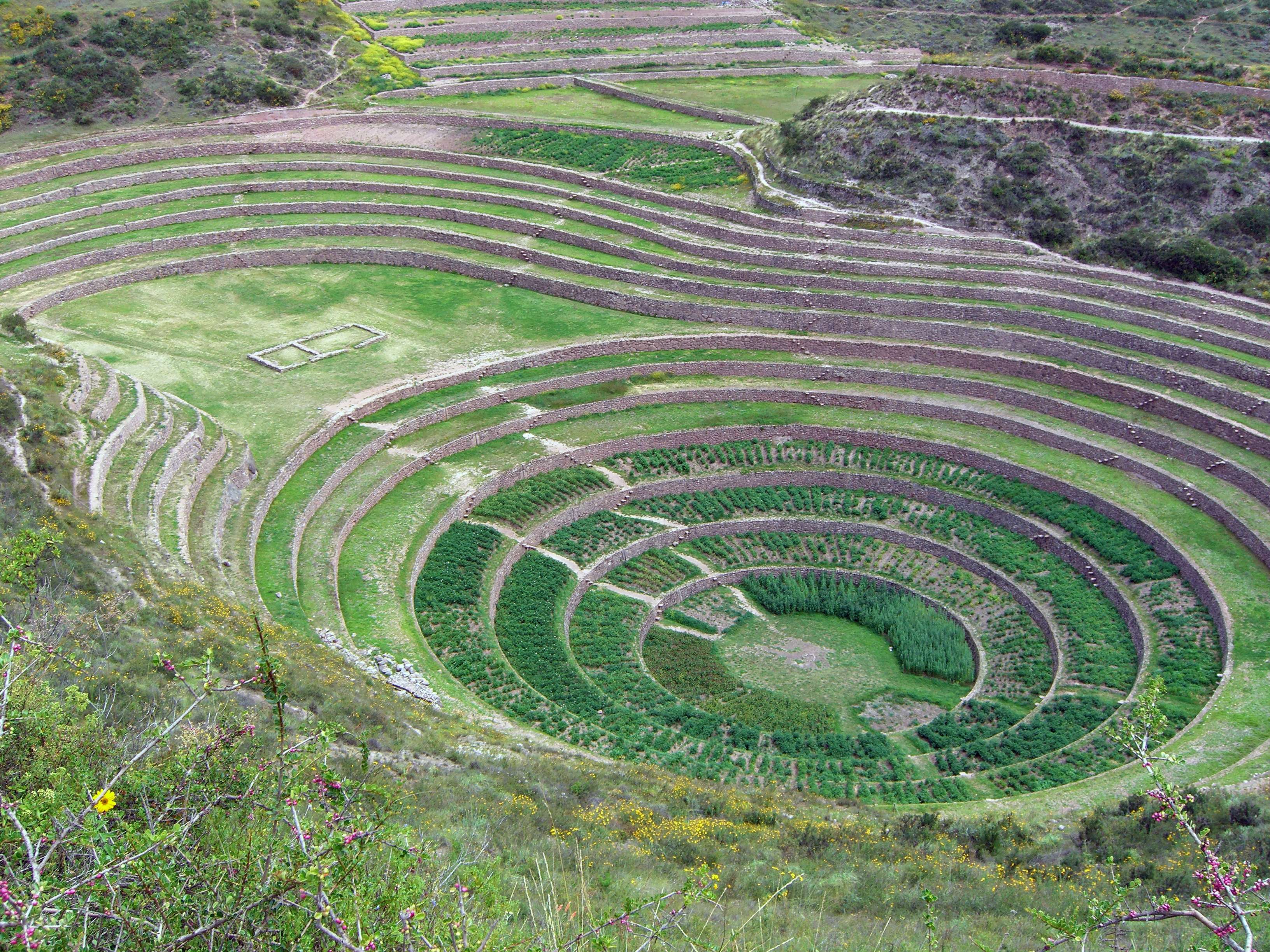
Odlingsterrasser i Moray

Platsen upptäcktes 1932 av Shirppe Johnson och består av odlingsterrasser i koncentriska cirklar. Varje cirkel består av en terrass som ligger ovanpå en annan och bildar på så sätt cirklar som blir allt större. Man kan gå från den ena till den andra genom att kliva på utstickande stenar, som är instuckna i muren.